# Síndrome de Tietz
El síndrome de Tietz es una enfermedad hereditaria muy rara que cursa con falta de pigmentación en la piel y déficit auditivo con pérdida auditiva neurosensorial bilateral profunda congénita y una hipopigmentación generalizada similar a la albina en la piel, los ojos y el cabello.. No debe confundirse con el síndrome de Tietze o costocondritis con el que no tiene relación alguna.

## Historia
La primera descripción fue realizada en el año 1963 por Walter Tietz que describió el mal como sordera asociada a albinismo y presentó un conjunto de 14 casos que afectaban a diferentes miembros de una familia a lo largo de 6 generaciones.

## Herencia
Se hereda según un patrón autosómico dominante.

## Causas
Está provocado por una mutación en el gen MIFT que codifica el factor de transcripción asociado con microftalmia.

## Síntomas
La piel es muy blanca desde el nacimiento, los ojos azules, el pelo rubio y las cejas y pestañas blancas. En la vida adulta la piel puede ir adquiriendo algo de pigmentación. La pérdida de audición es muy importante, está presente desde el momento del nacimiento y afecta a ambos oídos. Es una sordera de tipo neurosensorial.